# Jeremy Cumpston
Jeremy Cumpston es un actor australiano, nacido el 10 de enero de 1967 en Darwin (capital del territorio federal australiano del Territorio del Norte) .
En su país es principalmente conocido por el papel del enfermero Connor Costello que interpretó en los 157 primeros episodios de la serie de televisión All Saints, un drama australiano sobre hospitales, médicos, enfermeros y enfermos que desde 1998 hasta hoy (2008) está siendo emitido por la Cadena Siete australiana. Jeremy trabajó hasta la temporada de 2001.
En televisión, también ha sido artista invitado en el episodio piloto de la serie de aventuras norteamericana Roar (emitido en 1997 por la Cadena FOX y protagonizado por el también actor australiano, trágicamente fallecido, Heath Ledger).
Sus trabajos artísticos más recientes se encuadran en su carrera como actor de teatro, donde también dirige y produce obras para la escena teatral y como productor y director de cortometrajes. 
Para el cine ha trabajado como actor en la película "Get Rich Quick" (2004), de Samuel Genocchio.
Jeremy Cumpston es doctor en medicina titulado y trabajó durante un año como tal en el Servicio Médico Aborigen de Bourke, Nueva Gales del Sur. Está casado desde 2005 con Jessica Brentnall, guionista y productora de cortometrajes, y tiene dos hijos: Hal, nacido en 1999 de una relación anterior, y Joseph, nacido en 2005, con Jessica.
- Datos: Q6181268